# Али аль-Хассан
Али́ Сади́к Нассе́р аль-Хасса́н (араб. علي صادق ناصر الحسن‎; род. 4 марта 1997, Эль-Хаса, Восточный административный район) — саудовский футболист, полузащитник клуба «Ан-Наср» и сборной Саудовской Аравии.

## Игровая карьера

### Клубная карьера
Аль-Хассан является воспитанником клуба «Аль-Фатех», за который дебютировал 17 февраля 2018 года в матче против «Аль-Иттихада»; матч закончился со счётом 0:0. В дебютном сезоне за основную команду он сыграл 5 матчей и забил 1 гол.
5 января 2019 года подписал с «Аль-Фатехом» контракт сроком на 5 лет, за который затем играл полтора сезона.
5 октября 2020 года присоединился к клубу «Ан-Наср», с которым подписал контракт сроком на 5 лет.

### Карьера в сборной
Летом 2021 года был включён в состав олимпийской сборной на олимпийский футбольный турнир. На турнире он сыграл во всех трёх матчах на групповом этапе, но саудовцы проиграли три раза подряд Кот-д’Ивуару (1:2), Германии (2:3) и Бразилии (1:3) и заняли в группе последнее место.
Осенью 2022 года вошёл в состав сборной Саудовской Аравии на чемпионат мира 2022 года На турнире сыграл в одном матче против сборной Польши, который завершился победой поляков со счётом 2:0.

## Достижения
«Ан-Наср»
- Обладатель Суперкубка Саудовской Аравии (1) : 2020
- Победитель Арабской лиги чемпионов (1) : 2023